# Tobeler
Tobeler (en altaï méridional : Тöбöлöр, Töbölör, littéralement « collines », en russe : Тобелер) est un village du raïon de Koch-Agatch dans la république de l'Altaï en Russie. Il forme entièrement l'établissement rural de Tobeler. Sa population s'élevait à 801 habitants au recensement de 2021.

## Géographie

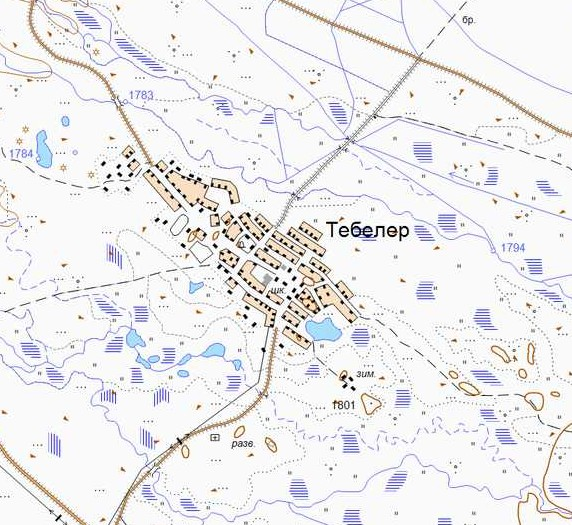
Carte de Tobeler

Le village de Tobeler se situe dans la république de l'Altaï, une république de Sibérie méridionale, en Russie. Il fait partie du district fédéral sibérien, et le village se trouve à 300 km au sud-est de Gorno-Altaïsk, la capitale de la république et à 690 km au sud-est de Novossibirsk, la capitale du district. Le village fait partie du raïon de Koch-Agatch, le plus méridional des raïons de la république, qui compte 16, localités avec Koch-Agatch comme centre administratif, à 12 km au nord-ouest.
Tobeler, comme toute la république de l'Altaï, est située dans le fuseau horaire MSK+4 (heure de Krasnoïarsk). Le décalage horaire appliqué par rapport au temps universel coordonné est +07:00.

## Démographie
Recensements (*) et estimations de la population,,:
| 2002* | 2010* | 2012 | 2013 |
| ----- | ----- | ---- | ---- |
| 1 379 | 1 058 | 993  | 997  |

| 2014 | 2015 | 2016 | 2021* |
| ---- | ---- | ---- | ----- |
| 963  | 966  | 915  | 801   |

En 2002, sur les 1 379 habitants, il y avait 99 % de Kazakhs.